# Список нагород і номінацій Кеті Бейтс
Кеті Бейтс — американська акторка, володарка премій «Оскар» та «Золотий глобус» за роль у фільмі «Мізері» (1990). Також відома за ролями у фільмах «Смажені зелені помідори» (1991), «Титанік» (1997), «Основні кольори» (1998), «Про Шмідта» (2002), «Річард Джуелл» (2019) та ін.

## Головні нагороди

### Оскар
| Рік  | Категорія                          | Робота          | Результат | Результат |
| ---- | ---------------------------------- | --------------- | --------- | --------- |
| 1991 | Найкраща жіноча роль               | Мізері          | Перемога  | [ 1 ]     |
| 1999 | Найкраща жіноча роль другого плану | Основні кольори | Номінація | [ 2 ]     |
| 2003 | Найкраща жіноча роль другого плану | Про Шмідта      | Номінація | [ 3 ]     |
| 2020 | Найкраща жіноча роль другого плану | Річард Джуелл   | Номінація | [ 4 ]     |

### БАФТА
| Рік  | Категорія                          | Робота                  | Результат | Результат |
| ---- | ---------------------------------- | ----------------------- | --------- | --------- |
| 1993 | Найкраща жіноча роль другого плану | Смажені зелені помідори | Номінація |           |
| 1999 | Найкраща жіноча роль другого плану | Основні кольори         | Номінація |           |

### Золотий глобус
| Рік  | Категорія                                                                    | Робота                                  | Результат | Результат |
| ---- | ---------------------------------------------------------------------------- | --------------------------------------- | --------- | --------- |
| 1991 | Найкраща жіноча роль — драма                                                 | Мізері                                  | Перемога  |           |
| 1992 | Найкраща жіноча роль — комедія або мюзикл                                    | Смажені зелені помідори                 | Номінація |           |
| 1997 | Найкраща жіноча роль другого плану в телесеріалі, мінісеріалі або телефільмі | Північна зміна                          | Перемога  |           |
| 1999 | Найкраща жіноча роль другого плану — кінофільм                               | Основні кольори                         | Номінація |           |
| 2000 | Найкраща жіноча роль другого плану в телесеріалі, мінісеріалі або телефільмі | Енні                                    | Номінація |           |
| 2003 | Найкраща жіноча роль другого плану — кінофільм                               | Про Шмідта                              | Номінація |           |
| 2015 | Найкраща жіноча роль другого плану в телесеріалі, мінісеріалі або телефільмі | Американська історія жаху: Шоу виродків | Номінація |           |
| 2020 | Найкраща жіноча роль другого плану — кінофільм                               | Річард Джуелл                           | Номінація |           |

### Еммі
| Рік  | Категорія                                                       | Робота                                  | Результат | Результат |
| ---- | --------------------------------------------------------------- | --------------------------------------- | --------- | --------- |
| 1996 | Найкраща жіноча роль другого плану в мінісеріалі або телефільмі | Північна зміна                          | Номінація |           |
| 1999 | Найкраща запрошена акторка в комедійному серіалі                | Третя планета від Сонця                 | Номінація |           |
| 1999 | Найкраща режисура в мінісеріалі або телефільмі                  | Деш і Ліллі                             | Номінація |           |
| 2000 | Найкраща жіноча роль другого плану в мінісеріалі або телефільмі | Енні                                    | Номінація |           |
| 2003 | Найкраща запрошена акторка в драматичному серіалі               | Клієнт завжди мертвий                   | Номінація |           |
| 2005 | Найкраща жіноча роль другого плану в мінісеріалі або телефільмі | Теплі джерела                           | Номінація |           |
| 2006 | Найкраща жіноча роль у мінісеріалі або телефільмі               | Дівчина зі швидкої допомоги             | Номінація |           |
| 2010 | Найкраща жіноча роль другого плану в мінісеріалі або телефільмі | Аліса в Країні Чудес                    | Номінація |           |
| 2011 | Найкраща жіноча роль у драматичному серіалі                     | Закон Геррі                             | Номінація |           |
| 2012 | Найкраща жіноча роль у драматичному серіалі                     | Закон Геррі                             | Номінація |           |
| 2012 | Найкраща запрошена акторка в комедійному серіалі                | Два з половиною чоловіки                | Перемога  |           |
| 2014 | Найкраща жіноча роль другого плану в мінісеріалі або телефільмі | Американська історія жаху: Шабаш        | Перемога  |           |
| 2015 | Найкраща жіноча роль другого плану в мінісеріалі або телефільмі | Американська історія жаху: Шоу виродків | Номінація |           |
| 2016 | Найкраща жіноча роль другого плану в мінісеріалі або телефільмі | Американська історія жаху: Готель       | Номінація |           |

### Премія Гільдії кіноакторів
| Рік  | Категорія                                         | Робота                | Результат | Результат |
| ---- | ------------------------------------------------- | --------------------- | --------- | --------- |
| 1997 | Найкраща жіноча роль у мінісеріалі або телефільмі | Північна зміна        | Перемога  |           |
| 1998 | Найкращий акторський склад в ігровому кіно        | Титанік               | Номінація |           |
| 1999 | Найкраща жіноча роль другого плану                | Основні кольори       | Перемога  |           |
| 2000 | Найкраща жіноча роль у мінісеріалі або телефільмі | Енні                  | Номінація |           |
| 2003 | Найкраща жіноча роль у мінісеріалі або телефільмі | Охоронець моєї сестри | Номінація |           |
| 2003 | Найкраща жіноча роль другого плану                | Про Шмідта            | Номінація |           |
| 2012 | Найкращий акторський склад в ігровому кіно        | Опівночі в Парижі     | Номінація |           |
| 2012 | Найкраща жіноча роль у драматичному серіалі       | Закон Геррі           | Номінація |           |

### Тоні
| Рік  | Категорія                    | Робота             | Результат | Результат |
| ---- | ---------------------------- | ------------------ | --------- | --------- |
| 1983 | Найкраща жіноча роль у п'єсі | На добраніч, мамо! | Номінація |           |

## Премії критиків

### Вибір критиків
| Рік                         | Категорія                                                   | Робота                            | Результат          | Результат          |
| Вибір кінокритиків          | Вибір кінокритиків                                          | Вибір кінокритиків                | Вибір кінокритиків | Вибір кінокритиків |
| --------------------------- | ----------------------------------------------------------- | --------------------------------- | ------------------ | ------------------ |
| 1999                        | Найкраща акторка другого плану                              | Основні кольори                   | Перемога           |                    |
| 2003                        | Найкраща акторка другого плану                              | Про Шмідта                        | Номінація          |                    |
| Вибір телевізійних критиків |                                                             |                                   |                    |                    |
| 2014                        | Найкраща акторка другого плану в мінісеріалі або телефільмі | Американська історія жаху: Шабаш  | Номінація          |                    |
| 2016                        | Найкраща акторка в мінісеріалі або телефільмі               | Американська історія жаху: Готель | Номінація          |                    |

### Національна рада кінокритиків США
| Рік  | Категорія                          | Робота        | Результат | Результат |
| ---- | ---------------------------------- | ------------- | --------- | --------- |
| 2002 | Найкраща жіноча роль другого плану | Про Шмідта    | Перемога  |           |
| 2019 | Найкраща жіноча роль другого плану | Річард Джуелл | Перемога  |           |